# A che prezzo Hollywood?
A che prezzo Hollywood? (What Price Hollywood?) è un film del 1932 diretto da George Cukor.

## Trama
La cameriera Mary Evans è un'aspirante attrice che una sera, mentre lo serve, incontra il regista Maximillan Carey. Questi, molto ubriaco ma affascinato dalla giovane, la invita ad una prima al Grauman's Chinese Theatre.
Dopo l'evento Max porta Mary a casa con lui, ma il mattino successivo non ricorda nulla della notte precedente. Lei gli ricorda di averle promesso un provino e lo ammonisce preoccupata per il suo smodato uso di alcolici e per il suo orrendo atteggiamento.
Il primo provino di Mary rivela che la ragazza possiede più ambizione che talento ma dopo innumerevoli prove, gira nuovamente la scena e il produttore Julius Saxe le fa firmare un contratto.
Mentre Mary raggiunge velocemente le vette del successo, Max vede la sua carriera andare in declino ed evita di stringere una relazione amorosa con lei per paura che lei finisca nel baratro con lui.
Mary incontra e sposa Lonny Borden contro il volere di Julius e Max. Lonny infatti, pur amandola genuinamente, è geloso di ciò che le viene richiesto di fare per la sua carriera.
Stanco della dedizione al lavoro della moglie, la lascia e non appena divorziano Mary scopre di essere incinta.
Mary vince l'Academy Award come Miglior Attrice, ma il suo momento di gloria è turbato da una chiamata per pagare la cauzione per Max che è stato arrestato per guida in stato di ebbrezza. Lei lo porta a casa con sé e lì l'uomo si lascia andare all'autocommiserazione nonostante l'incoraggiamento di Mary.
Dopo essersi reso conto di avere toccato il fondo, Max si uccide con un colpo di pistola.
Mary diventa il centro dei pettegolezzi riguardante il suicidio di Max. Sperando di guarire le sue ferite, vola a Parigi con suo figlio e si riunisce con Lonny che la implora di perdonarlo e dare al loro matrimonio un'altra possibilità.

## Produzione
Il film fu prodotto dalla RKO Pathé Pictures.

## Distribuzione
Il film uscì nelle sale cinematografiche statunitensi il 24 giugno 1932, distribuito dalla RKO-Pathé Distributing Corp.
Le sceneggiatrici Jane Murfin e Adela Rogers St. Johns furono candidate all'Oscar 1932 per il miglior soggetto.